# Sojuz TMA-20M
Sojuz TMA-20M (ryska: Союз ТMA-20M) var en flygning i det ryska rymdprogrammet. Flygningen transporterade Aleksej Ovtjinin, Oleg Skripotjka och Jeffrey Williams till och från Internationella rymdstationen.
Farkosten sköts upp med en Sojuz-FG-raket, från Kosmodromen i Bajkonur, den 18 mars 2016 och dockade med rymdstationen några timmar senare.
Efter drygt fem månader lämnade farkosten rymdstationen den 6 september 2016. Några timmar senare återinträdde den i jordens atmosfär och landade i Kazakstan.
I och med att farkosten lämnade rymdstationen var Expedition 48 avslutad.
Flygningen var den sista av en Sojuzfarkost av modellen Sojuz-TMA-M.

## Besättning
| Befälhavare    | Aleksej Ovtjinin, RSA Hans första rymdfärd Expedition 47 / 48  |
| Flygingenjör 1 | Oleg Skripotjka, RSA Hans andra rymdfärd Expedition 47 / 48    |
| Flygingenjör 2 | Jeffrey Williams, NASA Hans fjärde rymdfärd Expedition 47 / 48 |

## Reservbesättning
| Befälhavare    | Sergej Ryzjikov, RSA      |
| Flygingenjör 1 | Andrej Borisenko, RSA     |
| Flygingenjör 2 | Robert S. Kimbrough, NASA |